# Copa Chatham de 2024
A Chatham Cup de 2024 é a 96ª edição deste torneio de futebol neozelandês, que ocorre anualmente desde 1923.
Neste ano, 128 equipes estão inscritas na competição. O campeonato teve uma rodada preliminar e quatro fases antes das quartas de final, semifinais e final.

## Resultados

### Rodada preliminar
A rodada preliminar contou com 46 equipes disputando 23 partidas. Do restante das equipes, 59 classificaram-se diretamente para a primeira fase e as outras 23 classificaram-se para a segunda fase.
As partidas foram disputadas no fim de semana do ANZAC entre 25 e 29 de abril.
Região Norte
| 25 de abril de 2024 | AFC Bohemian Celtic (SUN) | 2–1       | West Hamilton United (5) | Auckland                      |  |
| 14:00               |                           | Relatório |                          | Estádio: Michaels Ave Reserve |  |

| 25 de abril de 2024 | Northern United (5) | 2–1       | Uni-Mount Bohemian (5) | Hamilton               |  |
| 14:00               |                     | Relatório |                        | Estádio: Korikori Park |  |

| 25 de abril de 2024 | Pukekohe (9) | 1–2       | Matamata Swifts (5) | Auckland                |  |
| 14:00               |              | Relatório |                     | Estádio: Bledisloe Park |  |

| 25 de abril de 2024 | Otorohanga (5) | 4–0       | Colo Boys (SUN) | Ōtorohanga                 |  |
| 14:00               |                | Relatório |                 | Estádio: Otorohanga Domain |  |

| 25 de abril de 2024 | Mangere United (5) | 1–3       | South Auckland Rangers (5) | Auckland             |  |
| 16:00               |                    | Relatório |                            | Estádio: Centre Park |  |

| 27 de abril de 2024 | Tikipunga (6) | 1–10      | Papatoetoe (5) | Whangarei               |  |
| 14:00               |               | Relatório |                | Estádio: Tikipunga Park |  |

| 28 de abril de 2024 | Sperm Whales (SUN) | 1–3       | University of Auckland (SUN) | Auckland              |  |
| 14:00               |                    | Relatório |                              | Estádio: Seymour Park |  |

Região central
| 27 de abril de 2024 | New Plymouth Rangers (3) | 1–3       | Havelock North Wanderers (3) | New Plymouth               |  |
| 12:45               |                          | Relatório |                              | Estádio: Merrilands Domain |  |

| 27 de abril de 2024 | Whanganui Athletic (3) | 0–2       | Palmerston North United (3) | Whanganui             |  |
| 14:00               |                        | Relatório |                             | Estádio: Wembley Park |  |

Região da Capital
| 25 de abril de 2024 | Upper Hutt City (3) | 7–0       | Lower Hutt City (3) | Upper Hutt              |  |
| 14:00               |                     | Relatório |                     | Estádio: Maidstone Park |  |

| 25 de abril de 2024 | Paekākāriki (8) | 1–0       | Wainuiomata (3) | Paekākāriki            |  |
| 14:00               |                 | Relatório |                 | Estádio: Campbell Park |  |

| 25 de abril de 2024 | Greytown (5) | 3–2       | Naenae (6) | Greytown                        |  |
| 14:00               |              | Relatório |            | Estádio: Soldiers Memorial Park |  |

| 25 de abril de 2024 | Victoria University (4) | 2–1       | Douglas Villa (4) | Wellington                |  |
| 14:00               |                         | Relatório |                   | Estádio: Boyd Wilson Turf |  |

| 25 de abril de 2024 | Wellington Marist (4) | 1–2       | Seatoun (3) | Wellington              |  |
| 14:00               |                       | Relatório |             | Estádio: Kilbirnie Park |  |

| 25 de abril de 2024 | Te Kotahitanga (3) | 3–3 (pro.) (2–3 pen.) | Tawa (3) | Paraparaumu                |  |
| 14:00               |                    | Relatório             |          | Estádio: Mazengarb Reserve |  |

| 25 de abril de 2024 | Wellington United (6) | 1–3       | Brooklyn Northern United (4) | Wellington            |  |
| 14:00               |                       | Relatório |                              | Estádio: Newtown Park |  |

| 25 de abril de 2024 | Stokes Valley (5) | 8–0       | Carterton (8) | Lower Hutt           |  |
| 15:00               |                   | Relatório |               | Estádio: Fraser Park |  |

Região das Baías de Nelson/Marlborough
| 27 de abril de 2024 | Mapua Rangers (6) | 0–2       | Richmond Athletic (5) | Māpua                 |  |
| 14:00               |                   | Relatório |                       | Estádio: Mapua Domain |  |

| 27 de abril de 2024 | FC Nelson (5) | 9–0       | Motueka (5) | Nelson                                              |  |
| 14:45               |               | Relatório |             | Estádio: Guppy Park Árbitro: Maurice John Llewellin |  |

Região de Canterbury
| 27 de abril de 2024 | Western (3) | 2–1       | St Albans Shirley (6) | Christchurch                                |  |
| 14:00               |             | Relatório |                       | Estádio: Walter Park Árbitro: Iain Marshall |  |

| 27 de abril de 2024 | Parklands United (3) | 3–5 (pro.) | Burwood (3) | Christchurch                                      |  |
| 14:00               |                      | Relatório  |             | Estádio: Parklands Reserve Árbitro: Regan Preston |  |

| 28 de abril de 2024 | Waimakariri United (3) | 13–0      | Oxford (5) | Kaiapoi               |  |
| 14:30               |                        | Relatório |            | Estádio: Kendall Park |  |

| 29 de abril de 2024 | Christchurch High School Old Boys (8) | 0–2       | Halswell United (3) | Prebbleton                                  |  |
| 19:00               |                                       | Relatório |                     | Estádio: Kakaha Park Árbitro: Michael Field |  |

### Primeira rodada
Esta rodada contou com 82 equipes disputando 41 partidas, além disso, 23 equipes estão automaticamente classificadas para a segunda fase.
As partidas foram disputadas entre os dias 10 e 12 de maio.
Região Norte
| 10 de maio de 2024 | Metro (3) | 4-1       | Oratia United (4) | Auckland                        |  |
| 19:30              |           | Relatório |                   | Estádio: Phyllis Street Reserve |  |

| 11 de maio de 2024 | Te Awamutu (4) | 1-2       | Waikato Unicol (4) | Te Awamutu           |  |
| 14:00              |                | Relatório |                    | Estádio: The Stadium |  |

| 11 de maio de 2024 | Ngaruawahia United (3) | 5-2       | University of Auckland (SUN) | Ngāruawāhia              |  |
| 14:00              |                        | Relatório |                              | Estádio: Centennial Park |  |

| 11 de maio de 2024 | Beachlands Maraetai (4) | 2-1 (pro.) | West Auckland (5) | Auckland              |  |
| 14:00              |                         | Relatório  |                   | Estádio: Te Puru Park |  |

| 11 de maio de 2024 | Hibiscus Coast (3) | 6-0       | Waiuku (5) | Auckland                   |  |
| 14:00              |                    | Relatório |            | Estádio: Stanmore Bay Park |  |

| 11 de maio de 2024 | Papatoetoe (5) | 1-2       | Northern United (5) | Auckland              |  |
| 14:00              |                | Relatório |                     | Estádio: Murdoch Park |  |

| 11 de maio de 2024 | Claudelands Rovers (4) | 2-4       | Bucklands Beach (4) | Hamilton               |  |
| 14:00              |                        | Relatório |                     | Estádio: Galloway Park |  |

| 11 de maio de 2024 | Waiheke United (4) | 2-0       | Te Atatu (4) | Ilha Waiheke                     |  |
| 14:00              |                    | Relatório |              | Estádio: Onetangi Sports Complex |  |

| 11 de maio de 2024 | Papakura City (5) | 5-8 (pro.) | Cambridge (4) | Auckland               |  |
| 14:00              |                   | Relatório  |               | Estádio: McLennan Park |  |

| 11 de maio de 2024 | Taupo (4) | 3-1       | Franklin United (3) | Taupo               |  |
| 14:00              |           | Relatório |                     | Estádio: Crown Park |  |

| 11 de maio de 2024 | Central United (5) | 3-1       | Northland (4) | Auckland                |  |
| 14:00              |                    | Relatório |               | Estádio: Kiwitea Street |  |

| 11 de maio de 2024 | Albany United (4) | 2-4       | South Auckland Rangers (5) | Auckland               |  |
| 14:00              |                   | Relatório |                            | Estádio: Rosedale Park |  |

| 11 de maio de 2024 | Onehunga Mangere United (3) | 6-0       | Matamata Swifts (5) | Auckland             |  |
| 14:00              |                             | Relatório |                     | Estádio: Centre Park |  |

| 11 de maio de 2024 | Ngongotaha (4) | 1-5       | Manukau United (3) | Ngongotahā                |  |
| 14:00              |                | Relatório |                    | Estádio: Tamarahi Reserve |  |

| 11 de maio de 2024 | North Shore United (3) | 3-1       | Takapuna (3) | Auckland                    |  |
| 14:00              |                        | Relatório |              | Estádio: Allen Hill Stadium |  |

| 11 de maio de 2024 | Otumoetai (4) | 3-2       | Te Puke United (5) | Tauranga                |  |
| 14:00              |               | Relatório |                    | Estádio: Fergusson Park |  |

| 11 de maio de 2024 | Ellerslie (3) | 3-1       | Otorohanga (5) | Auckland                         |  |
| 15:00              |               | Relatório |                | Estádio: Michaels Avenue Reserve |  |

| 11 de maio de 2024 | Waitemata (4) | 3-0       | AFC Bohemian Celtic (SUN) | Auckland             |  |
| 17:30              |               | Relatório |                           | Estádio: McLeod Park |  |

| 11 de maio de 2024 | Papamoa (4) | 1-5       | Fencibles United (3) | Tauranga                       |  |
| 17:30              |             | Relatório |                      | Estádio: Gordon Spratt Stadium |  |

| 12 de maio de 2024 | Northern Rovers (3) | 2-0       | Mount Albert Ponsonby | Auckland                 |  |
| 14:00              |                     | Relatório |                       | Estádio: McFetridge Park |  |

Região Central
| 11 de maio de 2024 | Palmerston North Marist (3) | 3-0       | Havelock North Wanderers (3) | Palmerston North    |  |
| 12:00              |                             | Relatório |                              | Estádio: Arena Turf |  |

| 11 de maio de 2024 | Paekākāriki (8) | 0-4       | Victoria University (4) | Paekākāriki            |  |
| 14:00              |                 | Relatório |                         | Estádio: Campbell Park |  |

| 11 de maio de 2024 | Palmerston North United | 6-0       | Peringa | Palmerston North       |  |
| 14:00              |                         | Relatório |         | Estádio: Memorial Park |  |

| 11 de maio de 2024 | Brooklyn Northern United (4) | 0-9       | Upper Hutt City (3) | Wellington              |  |
| 14:00              |                              | Relatório |                     | Estádio: Wakefield Park |  |

| 11 de maio de 2024 | Stokes Valley (5) | 2-6       | Seatoun (3) | Lower Hutt      |  |
| 14:00              |                   | Relatório |             | Estádio: Fraser |  |

| 11 de maio de 2024 | Tawa (3) | 5-2       | Greytown (5) | Wellington            |  |
| 14:00              |          | Relatório |              | Estádio: Redwood Park |  |

Região das Baías de Nelson/Marlborough
| 11 de maio de 2024 | Nelson Suburbs (2) | 5-1       | Richmond Athletic (5) | Nelson                 |  |
| 14:30              |                    | Relatório |                       | Estádio: Saxton Fields |  |

| 11 de maio de 2024 | Tahuna (5) | 2-3 (pro.) | FC Nelson (5) | Nelson             |  |
| 14:30              |            | Relatório  |               | Estádio: Tahunanui |  |

Região de Canterbury
| 10 de maio de 2024 | Christchurch United (2) | 5-2       | Western (3) | Christchurch                  |  |
| 14:00              |                         | Relatório |             | Estádio: United Sports Centre |  |

| 11 de maio de 2024 | Waimakariri United (3) | 0-1 (pro.) | Universities of Canterbury (2) | Kaiapoi                    |  |
| 14:00              |                        | Relatório  |                                | Estádio: Kendall Park Turf |  |

| 11 de maio de 2024 | Nomads United (2) | 4-0       | Halswell United (3) | Christchurch         |  |
| 14:00              |                   | Relatório |                     | Estádio: Tulett Park |  |

| 11 de maio de 2024 | Cashmere Technical (2) | 11-0      | Burwood (3) | Christchurch                   |  |
| 14:30              |                        | Relatório |             | Estádio: Garrick Memorial Park |  |

| 11 de maio de 2024 | Selwyn United (2) | 0-3       | Ferrymead Bays (2) | Rolleston            |  |
| 15:00              |                   | Relatório |                    | Estádio: Foster Park |  |

| 12 de maio de 2024 | Coastal Spirit (2) | 3-0       | FC Twenty 11 (2) | Christchurch           |  |
| 11:00              |                    | Relatório |                  | Estádio: Linfield Park |  |

Região Sul
| 11 de maio de 2024 | Geraldine (4) | 1-3 (pro.) | Otago University (3) | Geraldine          |  |
| 14:00              |               | Relatório  |                      | Estádio: Geraldine |  |

| 11 de maio de 2024 | Green Island (3) | 1-0       | Queens Park (3) | Dunedin            |  |
| 14:00              |                  | Relatório |                 | Estádio: Sunnyvale |  |

| 11 de maio de 2024 | Wanaka (3) | 4-1       | West End (4) | Wānaka                     |  |
| 14:00              |            | Relatório |              | Estádio: Recreation Centre |  |

| 11 de maio de 2024 | Northern Hearts (3) | 5-1       | Grants Braes (4) | Timaru                |  |
| 14:00              |                     | Relatório |                  | Estádio: Aorangi Park |  |

| 11 de maio de 2024 | Roslyn Wakari (3) | 4-1       | Queenstown (3) | Dunedin             |  |
| 14:00              |                   | Relatório |                | Estádio: Ellis Park |  |

| 11 de maio de 2024 | Thistle FC (4) | 0-15      | Mosgiel (3) | Invercargill               |  |
| 15:00              |                | Relatório |             | Estádio: ILT Football Turf |  |

| 11 de maio de 2024 | Northern (3) | 12-0      | Waihopai (4) | Dunedin             |  |
| 15:00              |              | Relatório |              | Estádio: Caledonian |  |

### Segunda rodada
Esta rodada contou com 64 equipes disputando 32 partidas. As partidas foram disputadas no final de semana do Aniversário do Rei entre os dias 30 de maio e 3 de junho.
Região Norte
| 30 de maio de 2024 | Birkenhead United (2) | 4-1       | West Coast Rangers (2) | Auckland                |  |
| 19:15              |                       | Relatório |                        | Estádio: Shepherds Park |  |

| 31 de maio de 2024 | Northern United (5) | 2-4 | Cambridge (4) | Hamilton |
| 19:00              |                     |     |               |          |

| 1 de junho de 2024 | Waikato Unicol (4) | 0-1 | Ellerslie (3) | Hamilton |
| 14:00              |                    |     |               |          |

| 1 de junho de 2024 | East Coast Bays (2) | 1-2       | Eastern Suburbs (2) | Auckland               |  |
| 14:00              |                     | Relatório |                     | Estádio: Bay City Park |  |

| 1 de junho de 2024 | Otumoetai (4) | 0-4 | Onehunga Mangere United (3) | Tauranga |
| 14:00              |               |     |                             |          |

| 1 de junho de 2024 | Auckland City (2) | 5-0       | Metro (3) | Auckland                |  |
| 14:00              |                   | Relatório |           | Estádio: Kiwitea Street |  |

| 1 de junho de 2024 | Waiheke United (4) | 0-3       | Manurewa (2) | Auckland                         |  |
| 14:00              |                    | Relatório |              | Estádio: Onetangi Sports Complex |  |

| 1 de junho de 2024 | North Shore United (3) | 2-3       | Melville United (2) | Auckland                    |  |
| 14:00              |                        | Relatório |                     | Estádio: Allen Hill Stadium |  |

| 1 de junho de 2024 | Taupo (4) | 3-2 | Waitemata (4) | Taupo |
| 14:00              |           |     |               |       |

| 1 de junho de 2024 | Bucklands Beach (4) | 2-3 | Hibiscus Coast (3) | Auckland |
| 14:00              |                     |     |                    |          |

| 1 de junho de 2024 | Fencibles United (3) | 1-3       | Tauranga City (2) | Auckland                 |  |
| 15:00              |                      | Relatório |                   | Estádio: Riverhills Park |  |

| 1 de junho de 2024 | Bay Olympic (2) | 1-0       | Manukau United (3) | Auckland              |  |
| 17:30              |                 | Relatório |                    | Estádio: Olympic Park |  |

| 1 de junho de 2024 | Western Springs (2) | 7-0       | Northern Rovers (3) | Auckland               |  |
| 17:30              |                     | Relatório |                     | Estádio: Seddon Fields |  |

| 2 de junho de 2024 | South Auckland Rangers (5) | 1-6       | Hamilton Wanderers (2) | Auckland               |  |
| 14:00              |                            | Relatório |                        | Estádio: Rongomai Park |  |

| 3 de junho de 2024 | Central United (5) | 5-0 | Beachlands Maraetai (4) | Auckland |
| 14:00              |                    |     |                         |          |

| 3 de junho de 2024 | Auckland United (2) | 4-1       | Ngaruawahia United (3) | Auckland                |  |
| 17:00              |                     | Relatório |                        | Estádio: Keith Hay Park |  |

Região Central
| 31 de maio de 2024 | Wellington Olympic (2) | 4-0       | Seatoun (3) | Wellington              |  |
| 18:30              |                        | Relatório |             | Estádio: Wakefield Park |  |

| 1 de junho de 2024 | Island Bay United (2) | 1-2       | Petone (2) | Wellington              |  |
| 14:00              |                       | Relatório |            | Estádio: Wakefield Park |  |

| 1 de junho de 2024 | Western Suburbs (2) | 6-0       | Victoria University (4) | Porirua |  |
| 14:00              |                     | Relatório |                         |         |  |

| 1 de junho de 2024 | Upper Hutt City (3) | 1-2       | Waterside Karori (2) | Upper Hutt              |  |
| 14:00              |                     | Relatório |                      | Estádio: Maidstone Park |  |

| 1 de junho de 2024 | Miramar Rangers (2) | 6-0       | Tawa (3) | Wellington                     |  |
| 14:00              |                     | Relatório |          | Estádio: David Farrington Park |  |

| 2 de junho de 2024 | Napier City Rovers (2) | 10-0      | Palmerston North Marist (3) | Napier |  |
| 14:00              |                        | Relatório |                             |        |  |

| 3 de junho de 2024 | Palmerston North United (3) | 1-1 (pro.) (4-5 pen.) | Stop Out (2) | Palmerston North       |  |
| 14:00              |                             | Relatório             |              | Estádio: Memorial Park |  |

| 3 de junho de 2024 | Wellington Phoenix Reserves (1) | 1-4       | North Wellington (2) | Wellington           |  |
| 14:00              |                                 | Relatório |                      | Estádio: Fraser Park |  |

Região Sul
| 31 de maio de 2024 | Ferrymead Bays (2) | 2-1       | UC Football (2) | Christchurch |  |
| 19:15              |                    | Relatório |                 |              |  |

| 1 de junho de 2024 | Nomads United (2) | 3-2       | Christchurch United (2) | Christchurch         |  |
| 14:00              |                   | Relatório |                         | Estádio: Tulett Park |  |

| 1 de junho de 2024 | Coastal Spirit (2) | 3-1       | Cashmere Technical (2) | Christchurch             |  |
| 14:00              |                    | Relatório |                        | Estádio: Cuthberts Green |  |

| 1 de junho de 2024 | Northern (3) | 5-4 (pro.) | Mosgiel (3) | Dunedin |
| 14:00              |              |            |             |         |

| 1 de junho de 2024 | Green Island (3) | 0-1 | Otago University (3) | Dunedin |
| 14:00              |                  |     |                      |         |

| 1 de junho de 2024 | Dunedin City Royals (2) | 4-1       | Wanaka (3) | Dunedin              |  |
| 14:00              |                         | Relatório |            | Estádio: Tahuna Park |  |

| 1 de junho de 2024 | Northern Hearts (3) | 1-6 | Roslyn Wakari (3) | Timaru |
| 14:00              |                     |     |                   |        |

| 2 de junho de 2024 | Nelson Suburbs (2) | 1-2       | FC Nelson (5) | Nelson                |  |
| 12:00              |                    | Relatório |               | Estádio: Saxton Field |  |

### Terceira rodada
Esta rodada contou com 32 equipes disputando 16 partidas. As partidas foram disputadas entre os dias 14 e 16 de junho.
Região Norte
| 14 de junho de 2024 | Auckland United (2) | 1-2 (pro.) | Manurewa (2) | Auckland                |  |
| 19:00               |                     | Relatório  |              | Estádio: Keith Hay Park |  |

| 15 de junho de 2024 | Central United (5) | 0-4       | Birkenhead United (2) | Auckland                |  |
| 14:00               |                    | Relatório |                       | Estádio: Kiwitea Street |  |

| 15 de junho de 2024 | Hibiscus Coast (3) | 4-0       | Taupo (4) | Auckland |  |
| 14:00               |                    | Relatório |           |          |  |

| 15 de junho de 2024 | Melville United (2) | 3x1       | Tauranga City (2) | Hamilton            |  |
| 14:00               |                     | Relatório |                   | Estádio: Gower Park |  |

| 15 de junho de 2024 | Ellerslie (3) | 1x3       | Onehunga Mangere United (3) | Auckland |  |
| 17:30               |               | Relatório |                             |          |  |

| 15 de junho de 2024 | Western Springs (2) | 3x2 (pro.) | Eastern Suburbs (2) | Auckland               |  |
| 17:30               |                     | Relatório  |                     | Estádio: Seddon Fields |  |

| 15 de junho de 2024 | Bay Olympic (2) | 1x2       | Cambridge (4) | Auckland              |  |
| 17:30               |                 | Relatório |               | Estádio: Olympic Park |  |

| 16 de junho de 2024 | Auckland City (2) | 2-1       | Hamilton Wanderers (2) | Auckland                |  |
| 14:00               |                   | Relatório |                        | Estádio: Kiwitea Street |  |

Região Central
| 15 de junho de 2024 | Wellington Olympic (2) | 5x0       | Western Suburbs (2) | Wellington              |  |
| 14:00               |                        | Relatório |                     | Estádio: Wakefield Park |  |

| 15 de junho de 2024 | Petone (2) | 3x3 (pro.) (2-4 pen.) | Stop Out (2) | Lower Hutt               |  |
| 14:00               |            | Relatório             |              | Estádio: Petone Memorial |  |

| 15 de junho de 2024 | Waterside Karori (2) | 0x1       | Miramar Rangers (2) | Wellington |  |
| 14:00               |                      | Relatório |                     |            |  |

| 16 de junho de 2024 | Napier City Rovers (2) | 2-1       | North Wellington (2) | Napier             |  |
| 14:00               |                        | Relatório |                      | Estádio: Bluewater |  |

Região Sul
| 15 de junho de 2024 | Dunedin City Royals (2) | 6x0       | Roslyn Wakari (3) | Dunedin                |  |
| 13:00               |                         | Relatório |                   | Estádio: Football Turf |  |

| 15 de junho de 2024 | Northern (3) | 1x2       | Otago University (3) | Dunedin |  |
| 19:00               |              | Relatório |                      |         |  |

| 16 de junho de 2024 | FC Nelson (5) | 1-3       | Ferrymead Bays (2) | Nelson |  |
| 13:00               |               | Relatório |                    |        |  |

| 16 de junho de 2024 | Coastal Spirit (2) | 1-0       | Nomads United (2) | Christchurch             |  |
| 13:00               |                    | Relatório |                   | Estádio: Cuthberts Green |  |

### Quarta rodada
Esta rodada contou com 16 equipes disputando 8 partidas. As partidas foram disputadas entre os dias 5 e 7 de julho.
Região Norte
| 6 de julho de 2024 | Cambridge (4) | 1-4       | Auckland City (2) | Cambridge                  |  |
| 13:00              |               | Relatório |                   | Estádio: John Kerkhof Park |  |

| 6 de julho de 2024 | Melville United (2) | 0-1       | Hibiscus Coast (3) | Hamilton            |  |
| 14:00              |                     | Relatório |                    | Estádio: Gower Park |  |

| 6 de julho de 2024 | Manurewa (2) | 3-2 (pro.) | Onehunga Mangere United (3) | Auckland                   |  |
| 14:00              |              | Relatório  |                             | Estádio: War Memorial Park |  |

| 6 de julho de 2024 | Western Springs (2) | 3-3 (pro.) (8-9 pen.) | Birkenhead United (2) | Auckland               |  |
| 17:30              |                     | Relatório             |                       | Estádio: Seddon Fields |  |

Região Central
| 6 de julho de 2024 | Wellington Olympic (2) | 8-0       | Stop Out (2) | Wellington              |  |
| 14:00              |                        | Relatório |              | Estádio: Wakefield Park |  |

| 7 de julho de 2024 | Napier City Rovers (2) | 2-1       | Miramar Rangers (2) | Napier             |  |
| 14:00              |                        | Relatório |                     | Estádio: Bluewater |  |

Região Sul
| 5 de julho de 2024 | Ferrymead Bays (2) | 3-5 (pro.) | Coastal Spirit (2) | Christchurch            |  |
| 19:00              |                    | Relatório  |                    | Estádio: Ferrymead Park |  |

| 7 de julho de 2024 | Otago University (3) | 3-2       | Dunedin City Royals (2) | Dunedin             |  |
| 14:00              |                      | Relatório |                         | Estádio: Logan Park |  |

### Quartas-de-final
Esta rodada contou com 8 equipes disputando 4 partidas. As partidas foram disputadas entre os dias 27 e 28 de julho.
| 27 de julho de 2024 | Hibiscus Coast (3) | 3-3 (pro.) (8-9 pen.) | Coastal Spirit (2) | Stanmore Bay               |  |
| 14:00               |                    | Relatório             |                    | Estádio: Stanmore Bay Park |  |

| 27 de julho de 2024 | Otago University (3) | 1-5       | Auckland City (2) | Dunedin                |  |
| 14:00               |                      | Relatório |                   | Estádio: Football Turf |  |

| 27 de julho de 2024 | Wellington Olympic (2) | 4-0       | Manurewa (2) | Wellington              |  |
| 14:00               |                        | Relatório |              | Estádio: Wakefield Park |  |

| 28 de julho de 2024 | Napier City Rovers (2) | 1-2       | Birkenhead United (2) | Napier             |  |
| 14:00               |                        | Relatório |                       | Estádio: Bluewater |  |

### Semifinal
Esta rodada contou com 4 equipes disputando 2 partidas. As partidas foram disputadas no dia 18 de agosto.
| 18 de agosto de 2024 | Coastal Spirit (2)      | 1-5       | Wellington Olympic (2)                                                  | Christchurch             |  |
| 13:00                | - Alex Steinwascher 13' | Relatório | - Hamish Watson 18', 80' - Jack-Henry Sinclair 53' - Isa Prins 72', 83' | Estádio: Cuthberts Green |  |

| 18 de agosto de 2024 | Auckland City (2)                                            | 4-2 (pro.) | Birkenhead United (2)                  | Auckland                |  |
| 14:00                | - Angus Kilkolly 43' (pen.), 99', 120+4' - Ryan de Vries 56' | Relatório  | - Monty Patterson 33' - Sam Philip 68' | Estádio: Kiwitea Street |  |

### Final
A final foi disputada no dia 7 de setembro.
| 7 de setembro de 2024                                                   | Wellington Olympic (2) | 1-1 (5-4 pen.)                                                             | Auckland City (2) | Auckland                                             |  |
| 14:00                                                                   |                        | Relatório                                                                  |                   | Estádio: North Harbour Stadium Árbitro: Luke Gardner |  |
|                                                                         |                        | Penalidades                                                                |                   |                                                      |  |
| - Benjamin Mata - Justin Gulley - Isa Prins - Gavin Hoy - Hamish Watson |                        | - Michael den Heijer - Stipe Ukich - Mario Ilich - Derek Tieku - Tong Zhou |                   |                                                      |  |

## Ligações Externas
- Página da  Chatham Cup no site da New Zealand Football